# Coccomyces dentatus
Coccomyces dentatus es una especie de hongo en la familia Rhytismataceae. Una especie muy extendida, especialmente en las zonas templadas, que coloniza las hojas secas caídas de plantas vasculares, especialmente de roble y castaño. El hongo apotecios, que se forman en la capa epidérmica de la hoja de acogida, se asemejan a manchas oscuras hexagonales dispersadas en un patrón de mosaico multicolor delimitado por líneas negras. Cuando maduran, los apotecios suelen abrirse en solapas triangulares para liberar sus esporas. La forma anamorfa del C. dentatus es Tricladiopsis flagelliformis. Especies semejantes se pueden distinguir por la forma de los apotecios, o por características microscópicas.

## Taxonomía
La especie fue descrita por primera vez científicamente como Phacidium dentatum por Johann Karl Schmidt en 1817. botánico italiano Giuseppe De Notaris trasladó a Lophodermium en 1847. En 1877, Pier Andrea Saccardo la transfirió a Coccomyces, dándole su nombre actual. La variedad C. dentatus var. hexagonus, descrita por Otto Penzig y Saccardo de West Java, Indonesia, en 1901, se aplica a veces a las colecciones occidentales de Estados Unidos con apotecios hexagonales grandes. Sin embargo, su situación no está clara, ya que el tipo ya no está en el herbario Saccardo de la Universidad de Padua, y la colección de Penzig fue destruida durante la Segunda Guerra Mundial. C. dentatus f. lauri fue descrita por Heinrich Rehm en 1901, para una colección que se encuentra creciendo en una especie de Lauraceae en Río Grande del Sur (sur de Brasil). Según la botánico inglesa Martha Sherwood, quien revisó el género Coccomyces en 1980, son indistinguible desde el tipo principal y deben considerarse sinónimos.
Un autor considera al C. dentatus como sinónimo de Coccomyces coronatus, aunque autores posteriores han tratado por separado. En 1923, Carlos Spegazzini Luigi tentativamente informó de la presencia de C. dentatus caído sobre las hojas de Nothofagus en Tierra del Fuego (sur de América del Sur). Esta especie fue identificada más tarde como una especie distinta, C. australis. En 1982, Enrique Descals describió una hyphomycete Tricladiopsis flagelliformis acuática que crece a partir de hojas sumergidas que se encuentran en la costa de Windermere (Cumbria, Inglaterra), que tentativamente asignó como el estado anamorfo del Coccomyces dentatus. El epíteto específico flagelliformis (del latín flagelo "látigo" y formis "forma") se refiere a la forma de "látigo" del conidios.

## Descripción
Los apotecios del Coccomyces dentatus se distribuyen en manchas blanqueadas que están delimitadas por una línea negra dentro de la capa celular externa de la hoja (escamosas). Las líneas negras -a menudo se hace referencia como líneas de zona- son el resultado de las interacciones antagonistas entre individuos de diferentes genotipos que colonizan la superficie de las hojas. Los apotecios suelen ir acompañados de picnidios (organismos frutales asexuales) que poseen un diámetro de 0.5-1.0 mm. Los apotecios son de color negro y brillante, con cuatro a seis lados. Tienen un patrón de ranuras en forma de estrella formadas por las células más ligeras de color. Cuando las esporas están maduras, estos se abren con forma de "dientes" triangulares para exponer el himenio de color amarillo opaco.

## Hábitat y distribución
Coccomyces dentatus es una especie saprobica, y crece en hojas muertas de una amplia variedad de angiospermas. Se encuentra con frecuencia en los miembros de los brezos (familia Ericaceae), y la familia haya (Fagaceae), como el roble (rojo, blanco y roble) y el castaño, y también en la exótico Castanea sativa de Chile. Otros sustratos comunes incluyen las hojas de los árboles en los géneros Rhododendron, Lithocarpus, Berberis, madroño, Gaultheria y Myrica.
Ampliamente distribuido y común, el hongo se produce principalmente en las zonas templadas. Se ha encontrado en África (Túnez), Europa, y las Américas. En la parte norte de su distribución, se produce en el verano y el otoño, pero en las zonas subtropicales se puede encontrar todo el año. Debido a su amplia distribución geográfica, abundancia y conspicuosidad, el Coccomyces dentatus es la especie más frecuentemente recogida de Coccomyces.